# Atlas (фестиваль)
Atlas (до 2022 року – Atlas Weekend) — один з найбільших музичних фестивалів України. Проходив щорічно у Києві в першій половині липня в Національному експоцентрі України (ВДНГ). З 2024 року проходить в київському ТРЦ Blockbuster Mall. 
Заснований у 2015 році концертною агенцією PMK Event Agency, яка є власником київського нічного клубу Atlas, від якого фестиваль і отримав назву. Раніше називався Atlas Weekend, 1 лютого 2022 року організатори повідомили про зміну назви фестивалю на Atlas.

## Історія фестивалю

### 2015
Ідея створення фестивалю належить Дмитрові Сидоренку, який, станом на 2015 рік, більше 10 років керував концертним агентством PMK разом із партнером Євгеном Красавцевим і мав кілька інших бізнесів, включаючи клуб Atlas. Фінансувати його взялися самостійно, і бюджет склав приблизно 100-200 тисяч долларів США. Спочатку фестиваль мав проходити в приміщенні клубу, але, оцінивши охоплення, була знайдена більша локація. 
Перший Atlas Weekend відбувся 11 і 12 липня на території Артзаводу «Платформа». Співорганізатором також виступив NOTA Production Center. Тоді за два дні на двох сценах виступило 30 артистів, а відвідали його близько 20 тисяч осіб. На фестивалі виступили здебільшого українські артисти — Бумбокс, The HARDKISS, Pianoбой, ONUKA, Джамала, Крихітка, Один в каное, Bahroma, O.Torvald, Sunsay, Мачете/Токио, The Maneken, Вагоновожатые і Марія Чайковська. За деякими даними, фестивалю вдалося зібрати 20 000 людей.

### 2016
2016 року Євген Красавцев перестав працювати над фестивалем, і на його місце прийшов Андрій Маркевич. Бюджет зріс до мільйона доларів, і організатори активно почали залучати інвестиції, переважно, від фізичних осіб, бо, на думку Сидоренка, «в нашій країні банки не вірять в креативну економіку, це високоризикова історія для них і підтримувати нас вони не поспішають.».
Atlas Weekend пройшов 8–10 липня на новому місці – території Національного експоцентру України. Фестиваль об'єднав 157 артистів на шести сценах. У фестивалі взяло участь багато українських та іноземних гуртів, зокрема The Subways, Apocalyptica, GusGus, Машина Времени, Сплин, Kwabs, Jamala, Pianoбой, 5'nizza, Flëur, O.Torvald,: Pur:Pur ONUKA, Христина Соловій, Плач Єремії та ін.
Цього року вперше було облаштовано наметове містечко (зона кемпінгу), а для дітей до 12 років і для людей, старших 65 — вхід на фестиваль був безкоштовним. Також була запроваджена система, за якою квитки обмінювались на спеціальні браслети, на котрі відвідувачі могли класти гроші й розплачуватись за їжу та послуги на території фестивалю.
Незважаючи на довжелезні черги та дощ, фестиваль відвідало 142 000 людей.

### 2017
У липні 2016 року організатори фестивалю розпочали попередній продаж квитків на Atlas Weekend 2017, що відбувся з 28 червня по 2 липня 2017 року на ВДНГ. Дмитро Сидоренко також висловив бажання робити фестиваль тривалішим щороку, поки він не триватиме весь тиждень. До команди долучилися  Олександр Санченко, як директор з урядових відносин та корпоративної соціальної відповідальності, і Ярослав Пахольчук, почавши займатись організацією фуд-кортів.
Вхід на перший день фестивалю був безкоштовний на честь дня Конституції України. Також ті, хто купив квиток бодай на один день, могли також безкоштовно відвідати останній день фестивалю. У 2017 році фестиваль відвідало 315 000 людей, що побило рекорд по відвідуваності ВДНГ, який тримався з 1958 року.
Учасниками фестивалю у 2017 році стали понад 200 артистів, а саме: The Prodigy, Kasabian, Джон Ньюмен, Three Days Grace, Röyksopp, MONATIK, Верка Сердючка, Nothing but Thieves, Jinjer, The Hardkiss, Бумбокс, Noize MC, Pianoбой, O.Torvald, Yellow Claw, Royal Canoe, Therr Maitz, Mujuice, Dakh Daughters, Вера Полозкова, ЯрмаК, Vivienne Mort, Один в каное, Alina Orlova, Sophie Villy, DETACH, Bondage Fairies, Stoned Jesus, Лесь Подерв'янський, 4етыре апреля та ін.

### 2018
Ще до закінчення Atlas Weekend 2017 організатори розпочали продаж Early Bird квитків на наступний рік. 29 грудня 2017 організатори оголосили першого хедлайнера фестивалю — The Chemical Brothers. 13 березня Влад Фісун був представлений, як креативний директор фестивалю.
На онлайн-конференції для газети Комсомольская правда 23 березня, Влад Фісун і Дмитро Сидоренко назвали день виступу The Chemical Brothers — 7 липня. Також спочатку повідомлялось про проведення фестивалю з 4 по 8 липня, однак на конференції оголосили, що 3 липня буде безкоштовний день, який фінансуватиме Київська міська рада. Таким чином, фестиваль триватиме 6 днів. У перший день фестивалю організатори повідомили про відміну виступу британця Тома Одéлла цього року, однак запевнили, що він виступить на фестивалі в наступному році.
Учасники: Martin Garrix, The Chemical Brothers, Skillet, Epica, Betraying The Martys, Lacuna Coil, Don Diablo, Kreator, Eskimo Callboy, Kadebostany, Placebo, Enter Shikari, Infected Mushroom, Lost Frequencies, LP, Nothing But Thieves, ЛСП,NGHTMRE, Carnage_(DJ).
2018 року було зареєстроване ТОВ «Атлас Уікенд», засновниками якого стали Андрій Маркевич (10 %), Ярослав Пахольчук (19 %), Ірина Федорцова (20 %) і Дмитро Сидоренко (51 %), а цим товариством — ТОВ «Твій найкращий фестиваль».

### 2019
Учасники фестивалю: The Chainsmokers, Black Eyed Peas, Ліам Галлахер, Майкл Ківанука, UNKLE, Jinjer, Drowning Pool, Our Last Night, The Hardkiss, The Subways, Том Оделл, Noisia, Том Волкер, Little Big, Монеточка, Telepopmusik, Пошлая Молли, Slander та інші.
Перший день фестивалю був безкоштовним.

### 2020
Через пандемію фестиваль не проводився. Його планували провести 7-12 липня 2020 року, але 30 квітня 2020 року організатори повідомили про перенесення заходу на 2021 рік.
Квитки можна було або повернути або використати на наступний рік.

### 2021
Фестиваль пройшов із 5 по 11 липня 2021 року.
Через коронавірус мало хто із західних артистів відвідав захід. Організатори пообіцяли привезти їх у 2022 році. Натомість більшість склали українські виконавці, також були представники Росії, Білорусі, Ізраїлю та інших країн. Попри протести громадських організацій, організатори не відмовилися від артистів із Росії. Меладзе виступав в Росії на запрошення Лукашенка.
Перші два дні були безкоштовні. В ці дні виступили: Тіна Кароль, Сергій Бабкін, "СКАЙ", "Воплі Відоплясова", гурти "Друга Ріка", Kozak System, Скрябін & Yurcash, Mélovin, Злата Огневич, Оля Цибульська, NK і "співаючий ректор" Михайло Поплавський.
В інші дні, "платні", виступили учасники: Океан Ельзи, DJ Snake, Fatboy Slim, The Hardkiss, Верка Сердючка, Валерій Меладзе, Бумбокс, Антитіла, ЛСП, Томмі Кеш, Порнофільми, Brainstorm, ONUKA, Shortparis, Ляпіс-98, alyona alyona, Один в каное, ДахаБраха, Пошлая Молли, Ramil’, Kazka, Go_A, Intelligency, DaKooka.

### 2024
Захід відбувся з 19 по 21 липня на території Blockbuster Mall. Фестиваль був запланований на 12—14 липня 2024, але був перенесений у зв`язку з масованим обстрілом Києва та України .
Цьогоріч зі звичного Atlas Weekend фестиваль перейменували на Atlas United. Дві сцени звели на автостоянці київського торгового центру. Український гурт Disappeared Completely став одним із хедлайнерів Atlas United.
Учасники: Без обмежень, Бумбокс, Артем Пивоваров, ТНМК, Курган і Агрегат, «Жадан і собаки», Onuka, Шарон ден Адель з гурту Within Temptation, Sasha Boole, Структура щастя, Крихітка, Хейтспіч, Друга Ріка, Діти інженерів, Христина Соловій .

### 2025
Захід заплановано на 18-20 липня 2025 року  в ТРЦ Blockbuster Mall. 
Учасники: The Rasmus, Океан Ельзи, Без обмежень, Бумбокс, Артем Пивоваров, ТНМК, Курган і Агрегат, «Жадан і собаки», KOLA, YAKTAK, O.Torvald,  Мія Рамарі,  Олена Тополя, Хейтспіч, Zwyntar, Анастимоза, Ницо Потворно, Макс Пташник, The Unsleeping, Структура Щастя, OTOY, TARABAROVA, Сусіди стерплять, MAYOROVA, Артистка Чуприненко, PROBASS ∆ HARDI, KHAYAT, Lida Lee, Dima Prokopov, Shmiska, Sad Novelist, Yevhenii Dubovyk Project, Grisana, Очі в Очі, Стас Корольов, Міша Правильний, Hyphen Dash, Джозерс, BA.LATSKII, Cape Cod, EL Кравчук, elarm, beshket, oneWITCH, STAS AZARENKO, Наталія Валевська, та інші.

### 2026
19 липня 2025 року, ще до завершення Atlas Festival 2025, було відкрито продаж квитків на Atlas Festival 2026 за найнижчими цінами, який пройде 17-19 липня 2026 року. Лайнап на даний момент не розголошується.

## Галерея
Фотографії з Atlas Weekend 2016:

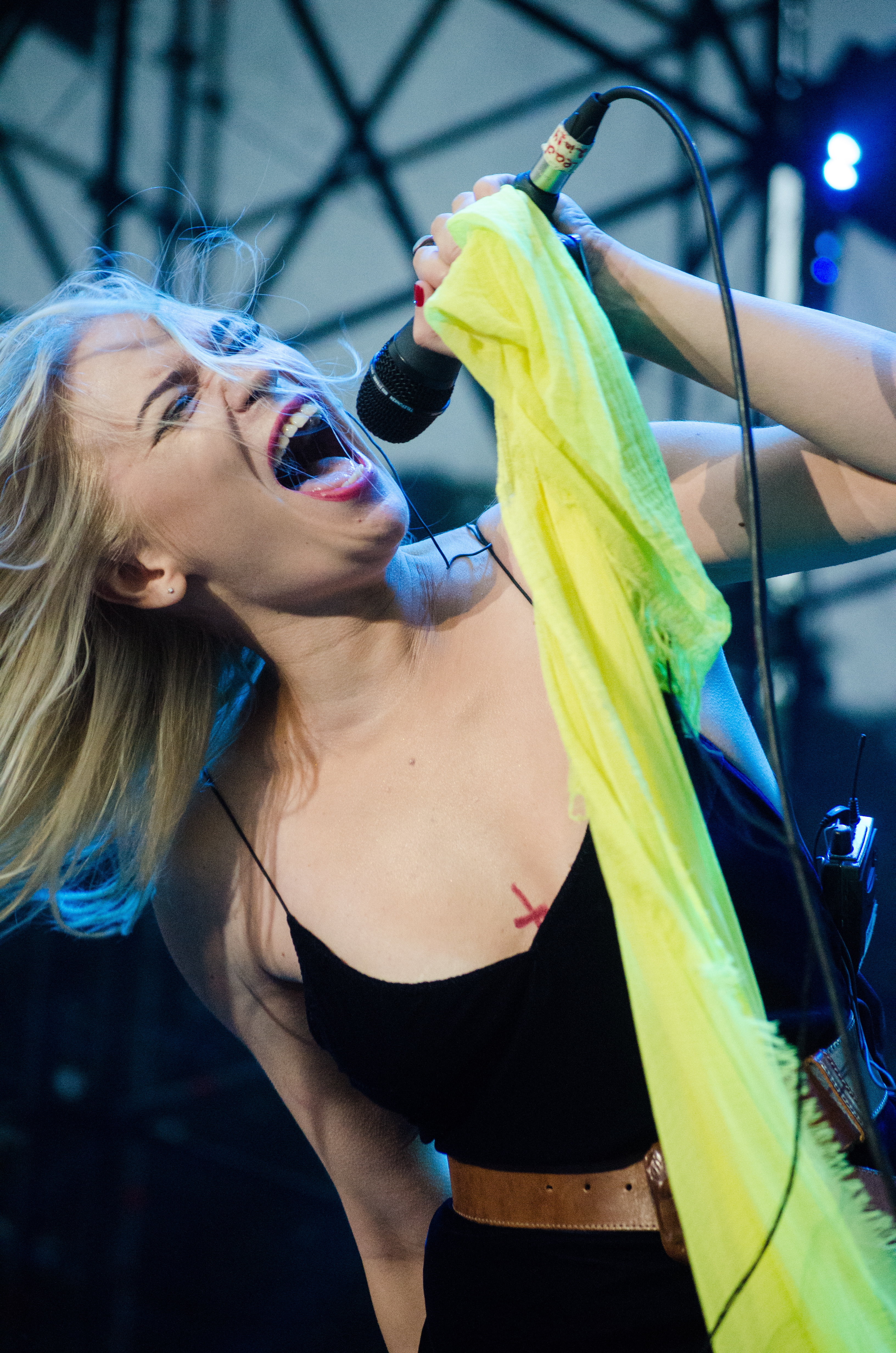
Alloise
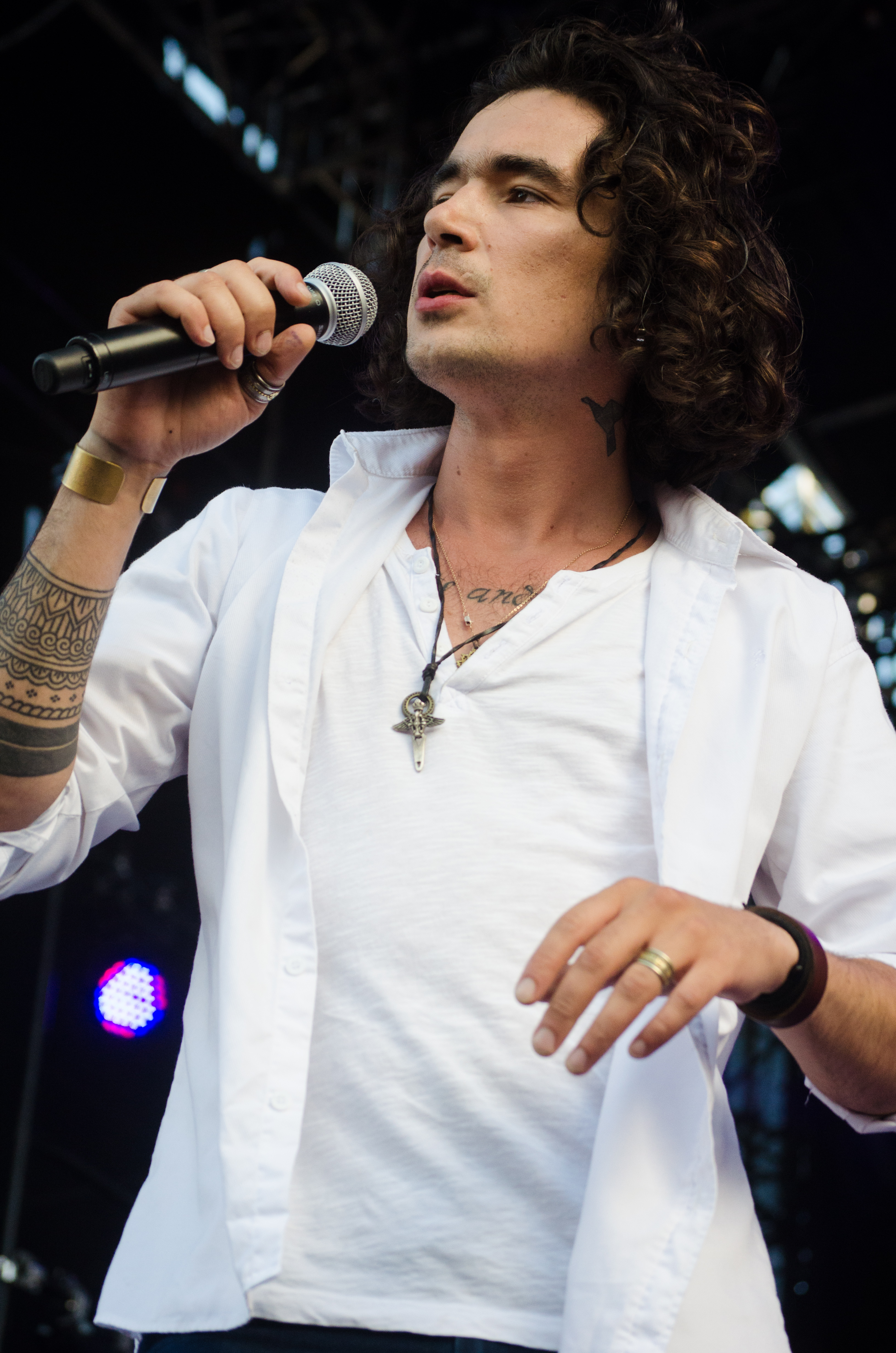
Epolets
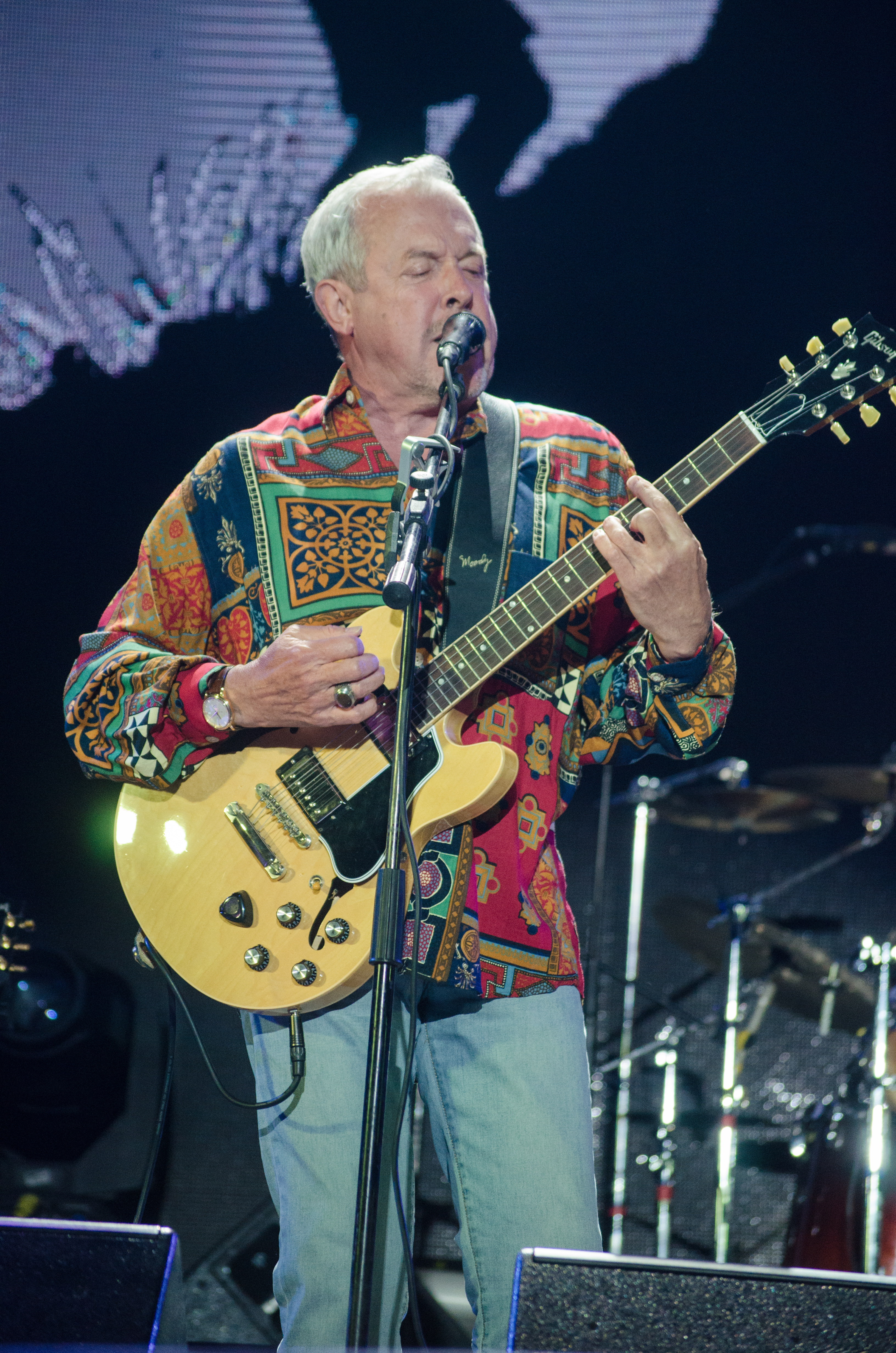
Андрій Макаревич
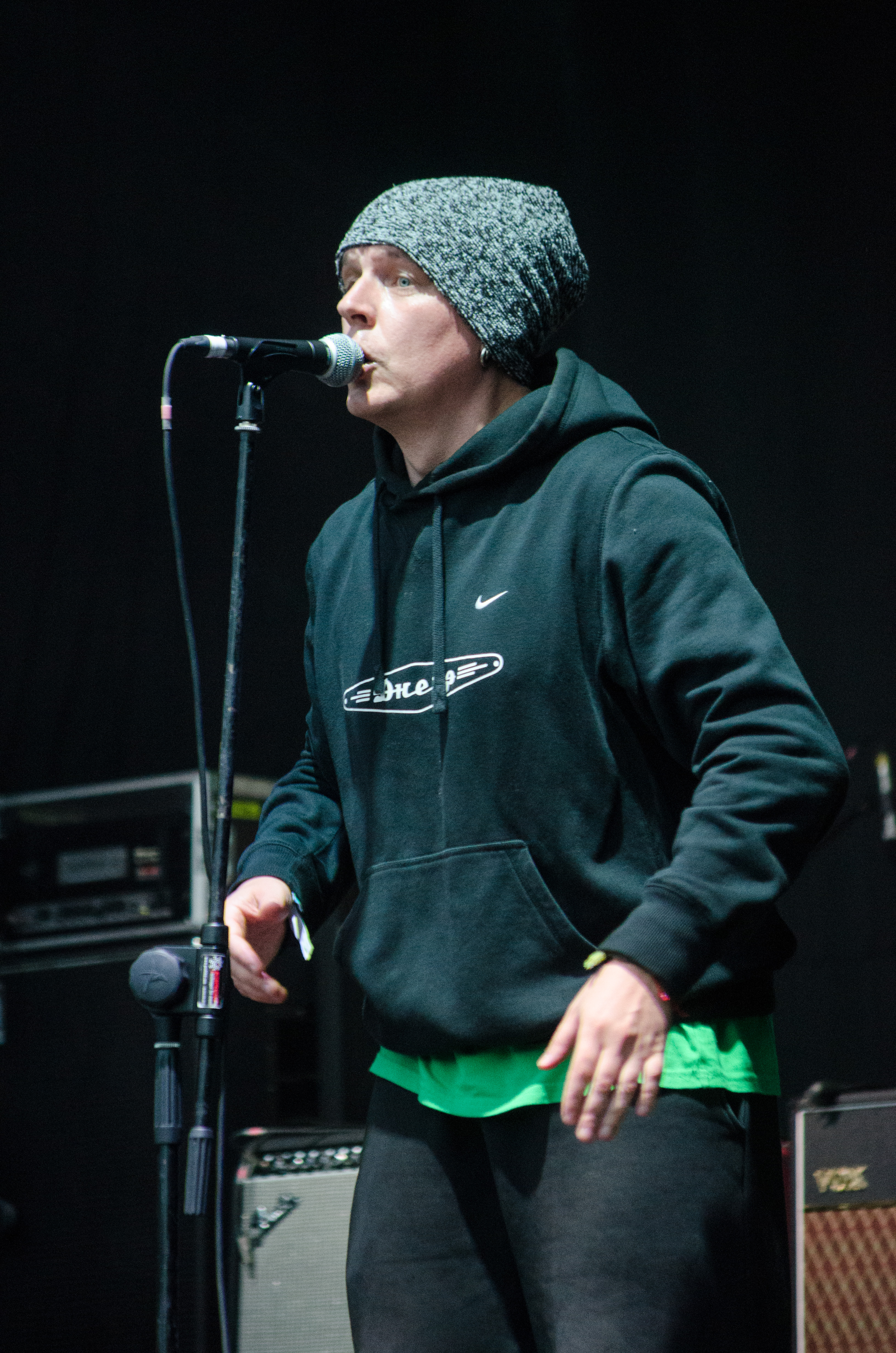
Вагоновожатые
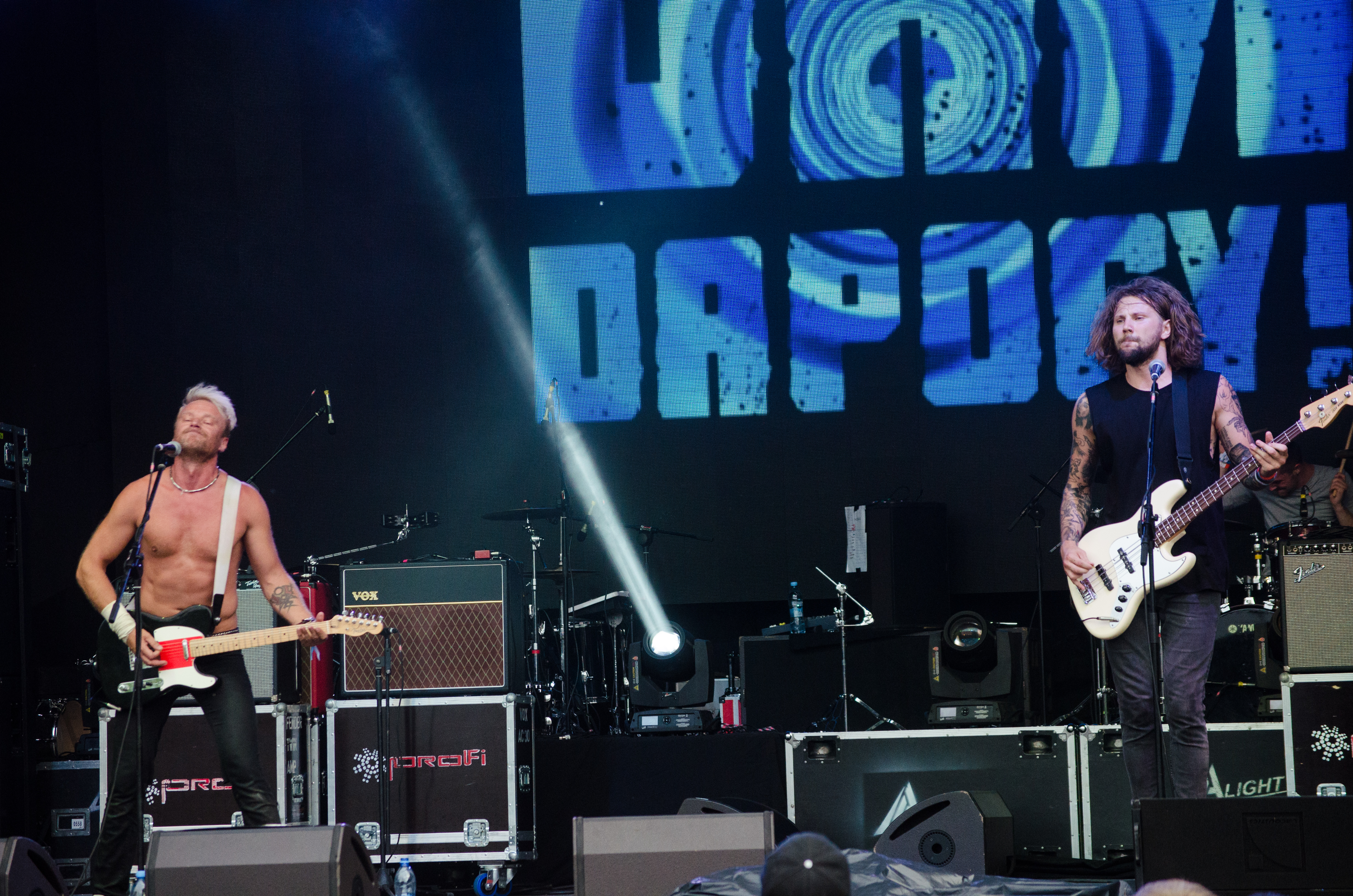
Дай дарогу!
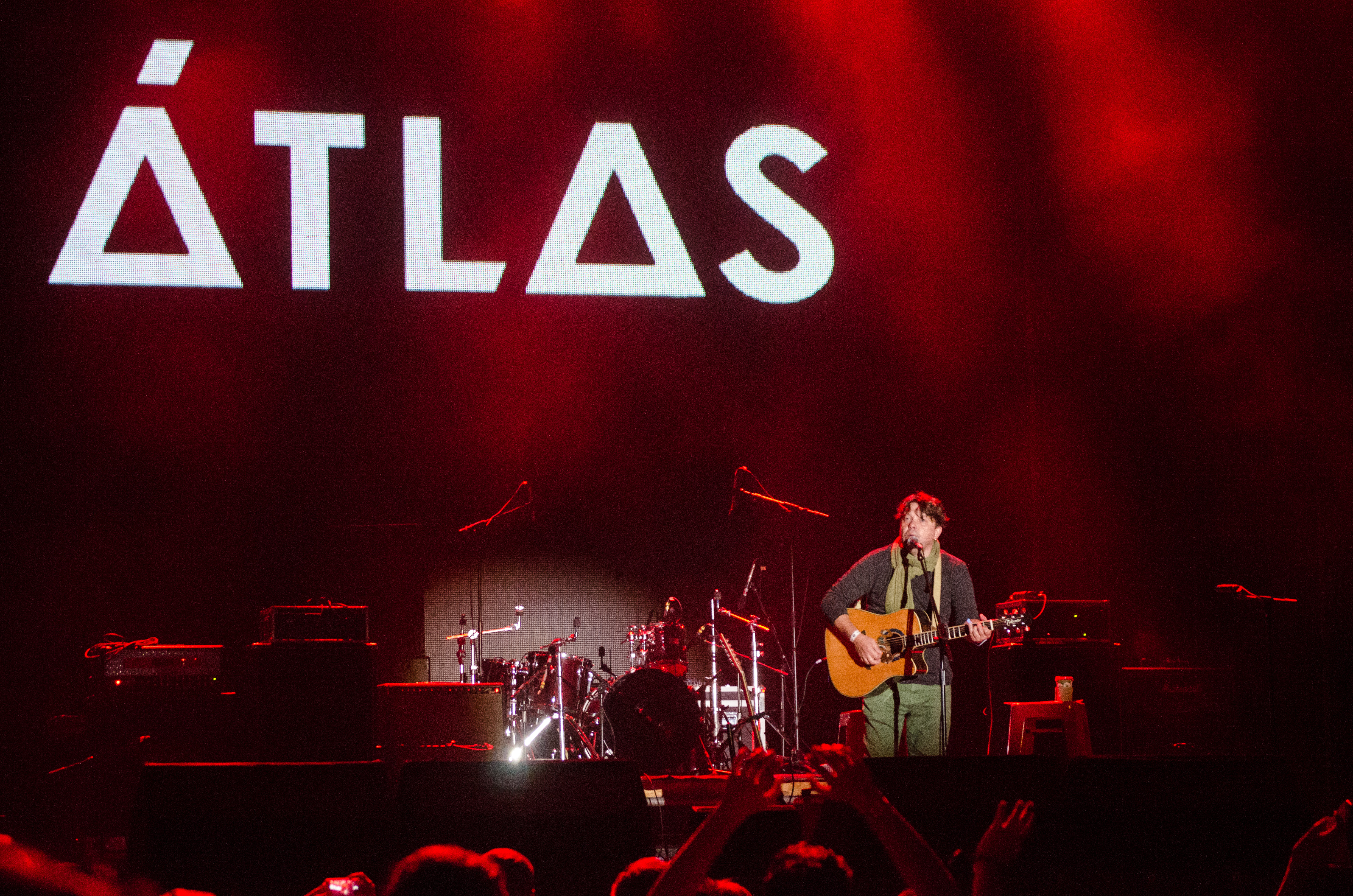
Тарас Чубай

Фотографії з Atlas Weekend 2017:

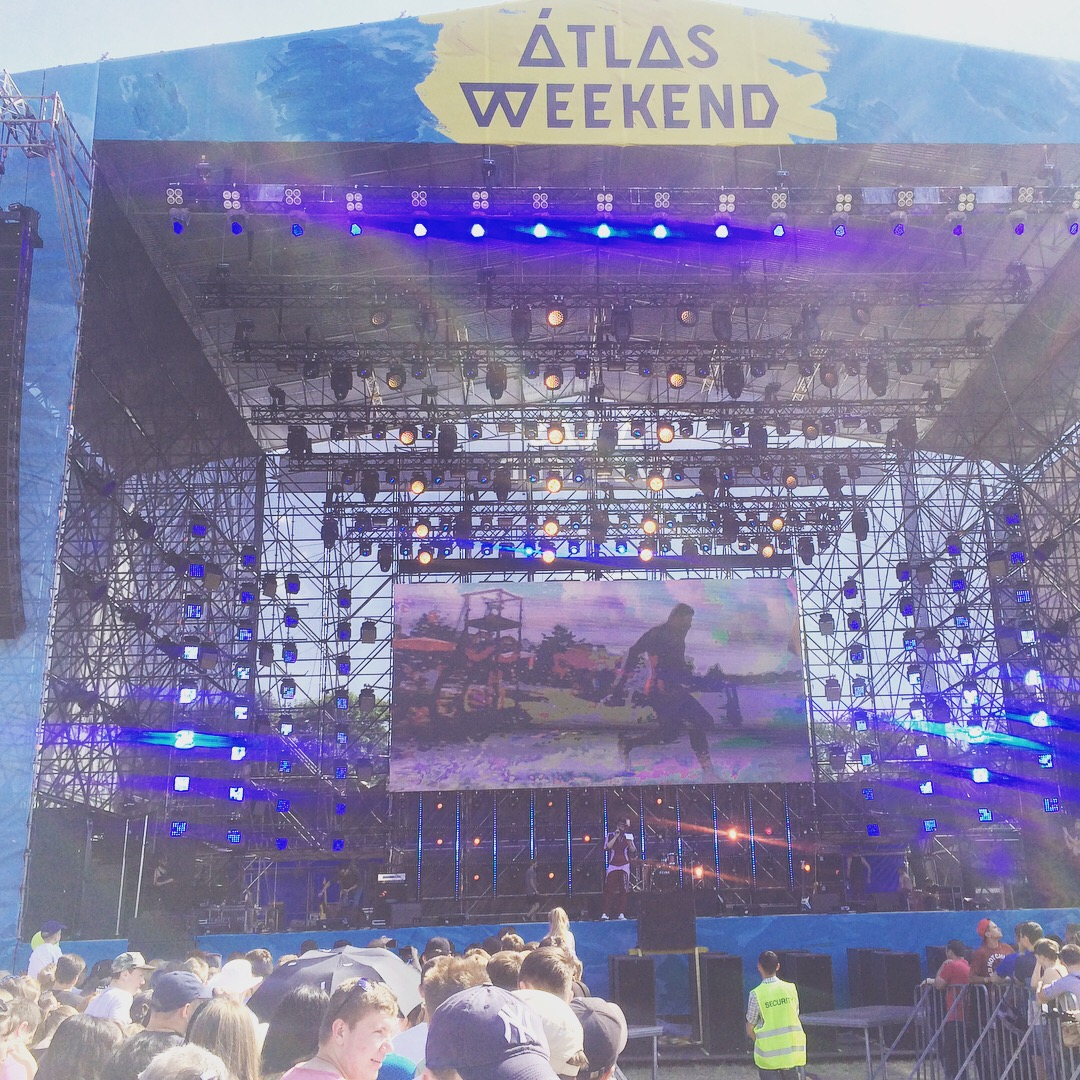
Головна сцена
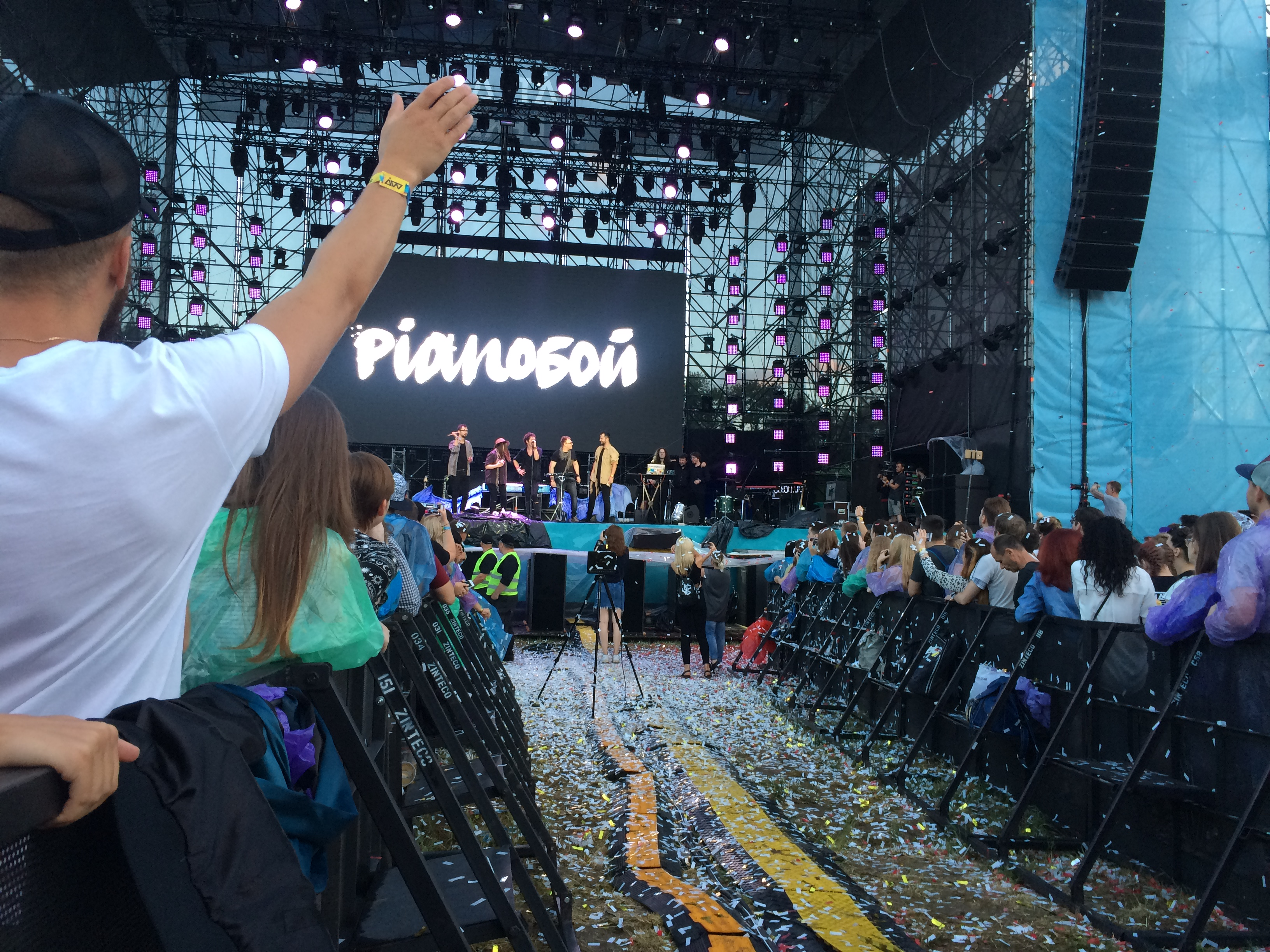
Pianoбой
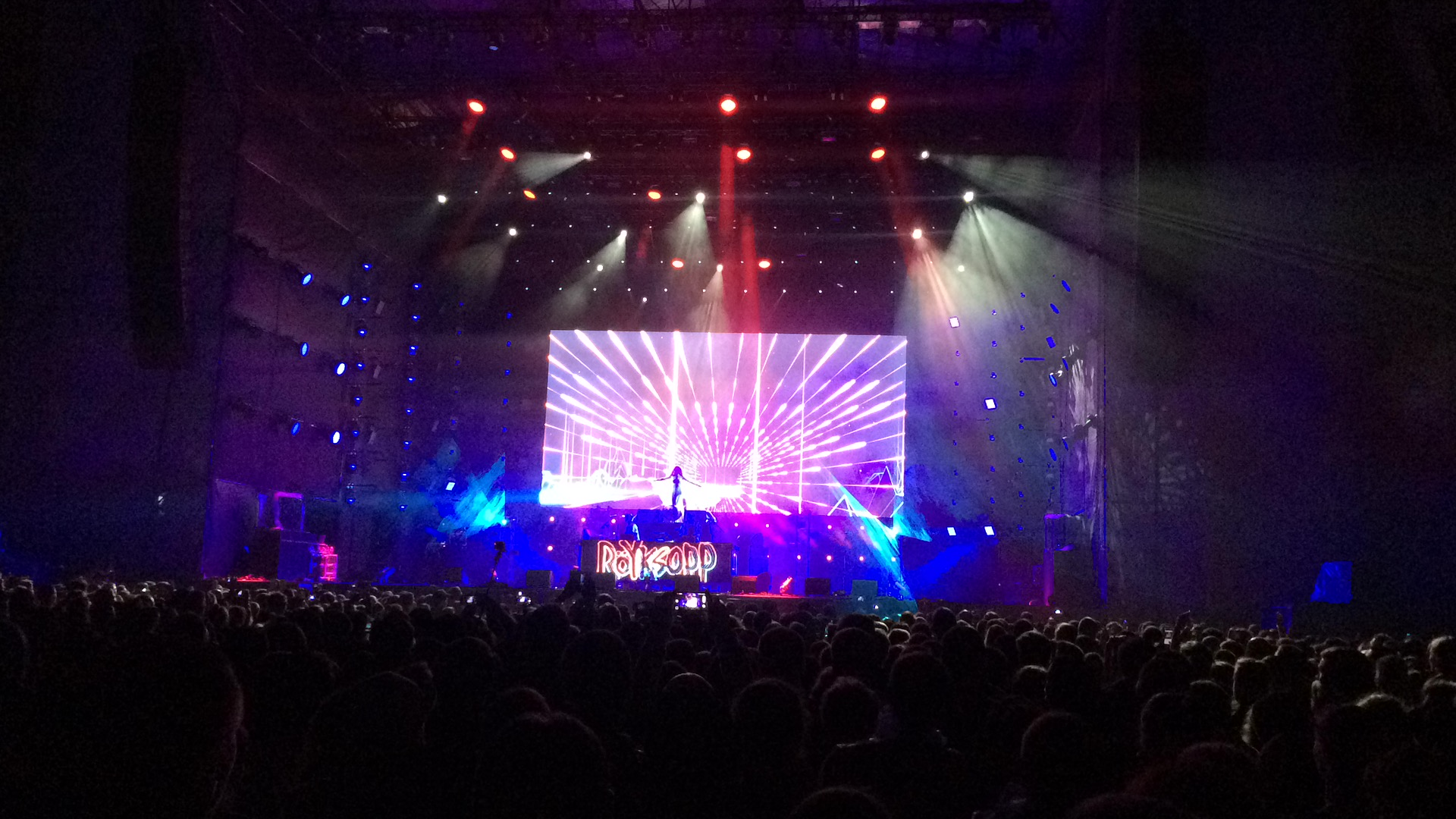
Röyksopp
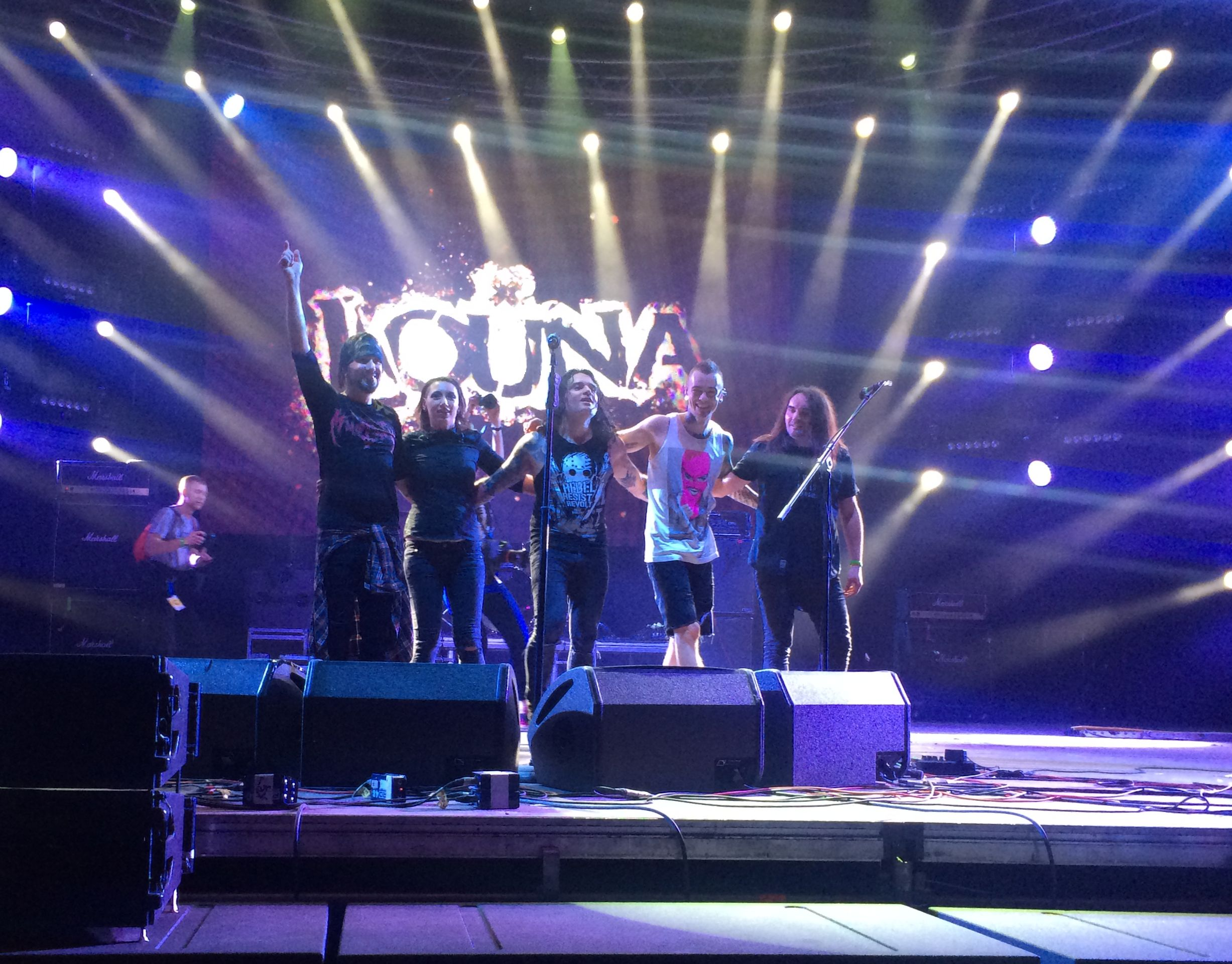
Louna
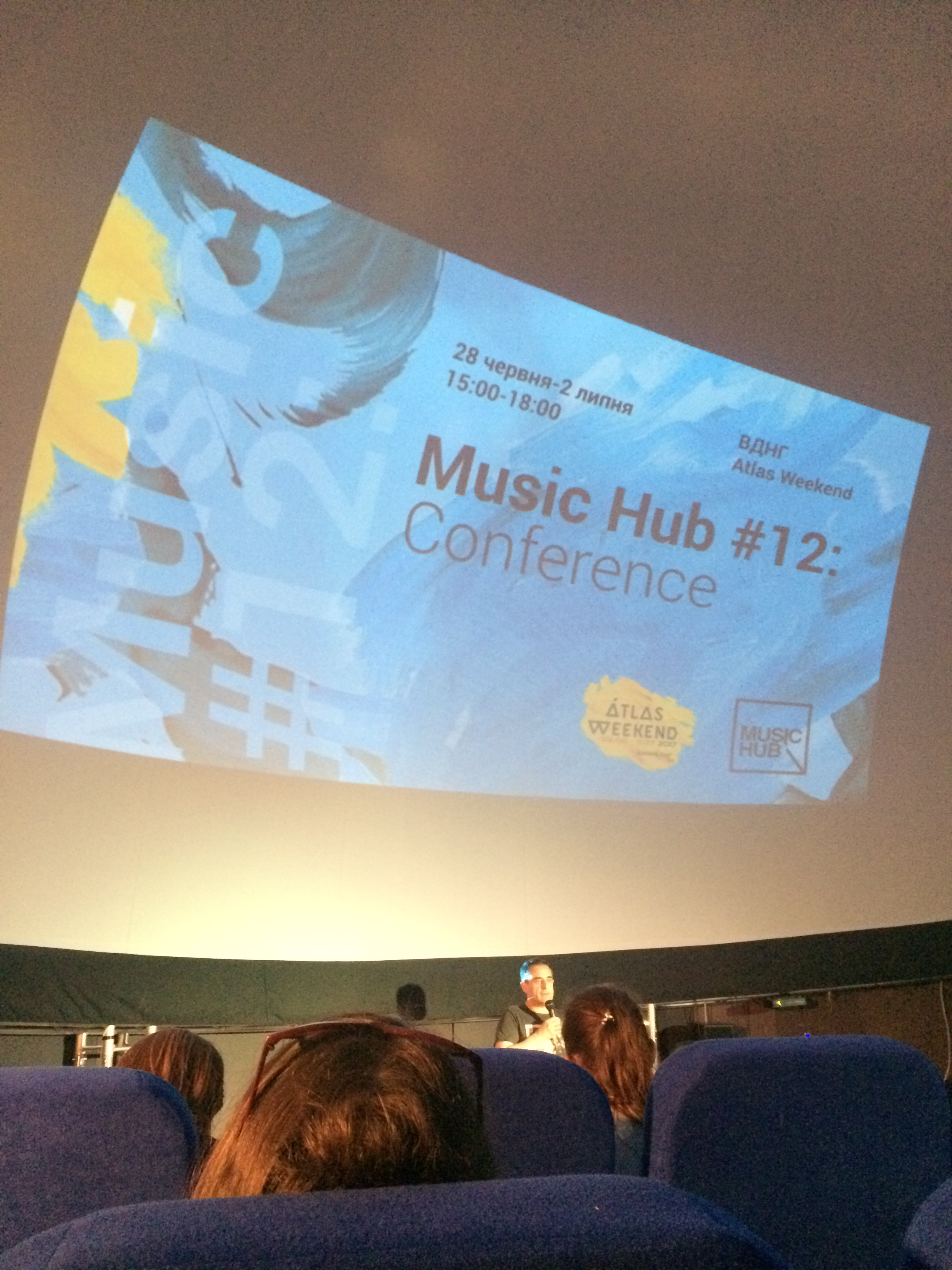
Конференція «Music Hub Conference»